# Stedelijk Lyceum Deurne
Het Stedelijk Lyceum Deurne of SISO 3, in de volksmond bekend als "De Waterbaan", naar de straat van de school, behoort tot het stedelijk Antwerps onderwijsnet. Veel kinderen uit Deurne, Berchem en Borgerhout gaan naar deze school, die gelegen is in Deurne-Zuid, met aansluiting op tramlijnen 8, 11 en 24. De school ligt vlak naast eindhalte "Exterlaar" van trams 8 en 11.

## Infrastructuur
De school beschikt over een lagere school en het TSO en BSO in de St-Rochusstraat, een kleuter- en middelbare school van ASO in de Waterbaan. TSO komt hier enkel voor de wetenschappelijke vakken, zoals chemie en fysica. Ook voor LO komen ASO en TSO naar de Waterbaan.
Er zijn vijf verschillende gebouwen, de lagere school aan de St-Rochusstraat was vroeger de 'jongensschool', het stuk middelbaar aan de Waterbaan was de 'meisjesschool'. De middelbare school is verdeeld over twee campussen, één aan de Waterbaan (ASO + TSO) en aan de Rochusstraat, meer naar de Herentalsebaan (TSO + BSO).
Middelbare campus Waterbaan is verspreid over drie gebouwen: het 'oude gebouw' (de vroegere meisjesschool), de 'nieuwbouw' (die echter al dateert van de jaren 70 en plaats biedt aan de kleuterschool) en de 'middenbouw', die nog maar enkele jaren oud is en plaats biedt aan de eetzaal, een computerlokaal, de turnzaal en vier overige klaslokalen.
De nummering van klaslokalen werkt volgens niveau en gebouw. De lokalen met een 'G' ervoor zijn in het oude gebouw op het gelijkvloers. De 1. ...-lokalen zijn verspreid over het oude gebouw en de Nieuwbouw. de 2. ...-lokalen zijn allemaal in de Nieuwbouw en omvatten twee laboratoria en 1 tekenlokaal. De M. ...-lokalen zijn in de Middenbouw.